# Martin Nodell
Martin Nodell (Filadélfia, 15 de Novembro de 1915 – 9 de dezembro de 2006) foi um autor de Banda Desenhada, conhecido por ter criado o Super-herói Lanterna Verde. Algum do seu trabalho foi escrito sob o pseudónimo de "Mart Dellon."
Em 1940 entrou para a All American, ligada à National Publications (hoje a poderosa DC Comics), onde, em Julho, era publicada a primeira aventura do "Green Lantern", no n.º 16 da revista "All-American Comics".
Em 1947 sai da National Comics e vai trabalhar para a Timely Comics (hoje a Marvel), onde desenhou Capitão América, Tocha Humana e Namor.